# Étienne de Crécy

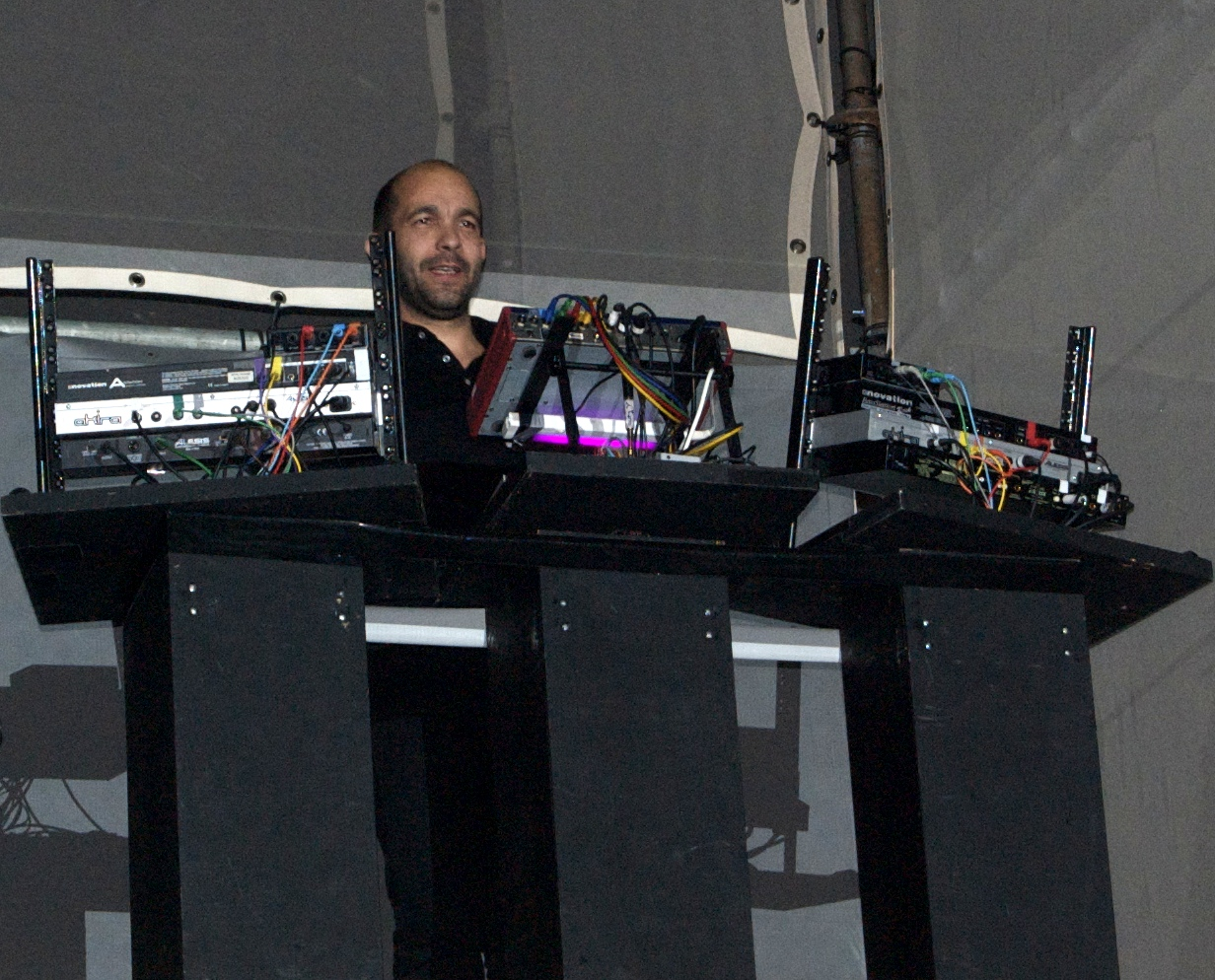
Étienne de Crécy (2008)

Étienne de Crécy (* 25. Februar 1969 in Lyon) ist ein französischer House-DJ.

## Leben
Er begann seine Karriere 1990 als Tontechniker bei Studio Plus XXX. Zu dieser Zeit hat er Philippe Zdar (alias Motorbass) kennengelernt. Zusammen nahmen sie das erste Album der Bewegung French Touch auf: Pansoul. Im Jahr 2012 steuerte de Crécy den Soundtrack zum Kurzfilm Kein Zutritt bei.

## Diskografie

### Alben
- 1997: Super Discount
- 2000: Tempovision
- 2002: Tempovision Remixes
- 2004: Super Discount 2
- 2012: My Contribution to the Global Warming
- 2014: Super Discount 3
- 2018: B.E.D (PIAS), in Zusammenarbeit mit Baxter Dury und Delilah Holliday

### Maxis
- 1992: Motorbass E.P, in Zusammenarbeit mit Philippe Zdar
- 1998: Le patron est devenu fou

### Singles
- 2000: Am I Wrong
- 2001: Scratched
- 2002: Tempovision
- 2004: Someone Like You
- 2010: Welcome
- 2015: Smile (in Zusammenarbeit mit Alex Gopher)